# Березін Сергій Євгенович
Сергій Євгенович Березін (рос. Серге́й Евгеньевич Березин; 5 листопада 1971, Воскресенськ — 26 червня 2024) — російський хокеїст, що грав на позиції крайнього нападника. Грав за збірну команду Росії.
Провів понад 500 матчів у Національній хокейній лізі.

## Ігрова кар'єра
Хокейну кар'єру розпочав на батьківщині 1990 року виступами за команду «Хімік» (Воскресенськ).
1994 року був обраний на драфті НХЛ під 256-м загальним номером командою «Торонто Мейпл-Ліфс».
Протягом професійної клубної ігрової кар'єри, що тривала 15 років, захищав кольори команд «Хімік» (Воскресенськ), «Кельнер Гайє», «Торонто Мейпл-Ліфс», «Фінікс Койотс», «Монреаль Канадієнс», «Чикаго Блекгокс», «Вашингтон Кепіталс», ЦСКА (Москва).
Загалом провів 554 матчі в НХЛ, включаючи 52 гри плей-оф Кубка Стенлі.
Виступав за збірну Росії, провів 36 ігор в її складі.

## Нагороди та досягнення
- Чемпіон Німеччини в складі «Кельнер Гайє» — 1995.

## Статистика

### Клубні виступи
| Сезон        | Клуб                   | Ліга         | Регулярний сезон | Регулярний сезон | Регулярний сезон | Регулярний сезон | Регулярний сезон | Плей-оф | Плей-оф | Плей-оф | Плей-оф | Плей-оф |
| Сезон        | Клуб                   | Ліга         | І                | Г                | П                | О                | ШХ               | І       | Г       | П       | О       | ШХ      |
| ------------ | ---------------------- | ------------ | ---------------- | ---------------- | ---------------- | ---------------- | ---------------- | ------- | ------- | ------- | ------- | ------- |
| 1990–91      | «Хімік» (Воскресенськ) | СРСР         | 30               | 6                | 2                | 8                | 4                | —       | —       | —       | —       | —       |
| 1991–92      | «Хімік» (Воскресенськ) | СНД          | 36               | 7                | 5                | 12               | 10               | —       | —       | —       | —       | —       |
| 1992–93      | «Хімік» (Воскресенськ) | МХЛ          | 38               | 9                | 3                | 12               | 12               | 2       | 1       | 0       | 1       | 0       |
| 1993–94      | «Хімік» (Воскресенськ) | МХЛ          | 40               | 31               | 10               | 41               | 16               | 3       | 2       | 0       | 2       | 2       |
| 1994–95      | «Кельнер Гайє»         | ДХЛ          | 43               | 38               | 19               | 57               | 8                | 18      | 17      | 8       | 25      | 10      |
| 1995–96      | «Кельнер Гайє»         | ДХЛ          | 50               | 49               | 31               | 80               | 8                | 14      | 13      | 9       | 22      | 10      |
| 1996–97      | «Торонто Мейпл-Ліфс»   | НХЛ          | 73               | 25               | 16               | 41               | 2                | —       | —       | —       | —       | —       |
| 1997–98      | «Торонто Мейпл-Ліфс»   | НХЛ          | 68               | 16               | 15               | 31               | 10               | —       | —       | —       | —       | —       |
| 1998–99      | «Торонто Мейпл-Ліфс»   | НХЛ          | 76               | 37               | 22               | 59               | 12               | 17      | 6       | 6       | 12      | 4       |
| 1999–00      | «Торонто Мейпл-Ліфс»   | НХЛ          | 61               | 26               | 13               | 39               | 2                | 12      | 4       | 4       | 8       | 0       |
| 2000–01      | «Торонто Мейпл-Ліфс»   | НХЛ          | 79               | 22               | 28               | 50               | 8                | 11      | 2       | 5       | 7       | 2       |
| 2001–02      | «Фінікс Койотс»        | НХЛ          | 41               | 7                | 9                | 16               | 4                | —       | —       | —       | —       | —       |
| 2001–02      | «Монреаль Канадієнс»   | НХЛ          | 29               | 4                | 6                | 10               | 4                | 6       | 1       | 1       | 2       | 0       |
| 2002–03      | «Чикаго Блекгокс»      | НХЛ          | 66               | 18               | 13               | 31               | 8                | —       | —       | —       | —       | —       |
| 2002–03      | «Вашингтон Кепіталс»   | НХЛ          | 9                | 5                | 4                | 9                | 4                | 6       | 0       | 1       | 1       | 0       |
| 2003–04      | ЦСКА (Москва)          | Росія        | 16               | 1                | 3                | 4                | 14               | —       | —       | —       | —       | —       |
| Усього в НХЛ | Усього в НХЛ           | Усього в НХЛ | 502              | 160              | 126              | 286              | 54               | 52      | 13      | 17      | 30      | 6       |

### Збірна
| Рік                | Команда            | Турнір             | Місце              | І  | Г  | П  | О  | ШХ |
| ------------------ | ------------------ | ------------------ | ------------------ | -- | -- | -- | -- | -- |
| 1991               | СРСР               | МЧС                | 2                  | 7  | 3  | 1  | 4  | 6  |
| 1994               | Росія              | ОІ                 | 4-е                | 8  | 3  | 2  | 5  | 2  |
| 1994               | Росія              | ЧС                 | 5-е                | 6  | 2  | 1  | 3  | 2  |
| 1995               | Росія              | ЧС                 | 5-е                | 6  | 7  | 1  | 8  | 4  |
| 1996               | Росія              | ЧС                 | 4-е                | 8  | 4  | 5  | 9  | 2  |
| 1996               | Росія              | КС                 | ПФ                 | 2  | 1  | 0  | 1  | 0  |
| 1998               | Росія              | ЧС                 | 5-е                | 6  | 6  | 2  | 8  | 2  |
| Національна збірна | Національна збірна | Національна збірна | Національна збірна | 36 | 23 | 11 | 34 | 12 |